# Giải Cần điều khiển Vàng
Giải Cần điều khiển Vàng (Golden Joystick Awards), còn được gọi là People's Gaming Awards, là một lễ trao giải trò chơi điện tử; trao giải các trò chơi điện tử hay nhất trong năm, được bình chọn cho ban đầu bởi công chúng Anh, nhưng bây giờ có thể được bình chọn bởi bất kỳ ai. Tính đến năm 2016, buổi lễ là năm thứ 34. Đây là lễ trao giải trò chơi điện tử lâu đời thứ hai sau Giải Arcade.
Các giải thưởng ban đầu tập trung vào các trò chơi máy tính, nhưng sau đó được mở rộng để bao gồm các game console, nhờ sự thành công của các game console như Sega Master System và Sega Mega Drive ở Anh. Buổi lễ không liên quan đến giải thưởng được trao cho các thí sinh thành công trên GamesMaster, một chương trình truyền hình của Anh.
Tính đến  năm 2014, nó là giải thưởng trò chơi điện tử lớn nhất về số phiếu bầu; hơn chín triệu phiếu đã được bầu cho lễ trao giải năm 2014. Lễ trao giải thường niên lần thứ 35 diễn ra vào ngày 17/11/2017 tại London.

## Trò chơi đoạt giải

### 1983
Giải thưởng đã được trình bày bởi DJ Dave Lee Travis tại một buổi lễ tại Berkeley Square của Anh.
| Giải thưởng                      | Đoạt giải              | Đề cử                                        |
| -------------------------------- | ---------------------- | -------------------------------------------- |
| Trò chơi arcade hay nhất của năm | Manic Miner            | Arcadia, Penetrator, Galaga                  |
| Trò chơi chiến lược của năm      | The Hobbit             | Football Manager, Planet Invasion, Scrabble  |
| Trò chơi gốc hay nhất của năm    | Ah Diddums             | Ant Attack, Pssst, Splat!                    |
| Trò chơi của năm                 | Jetpac                 | Arcadia, Manic Miner, The Hobbit             |
| Nhà phần mềm của năm             | Ultimate Play the Game | Imagine Software, Llamasoft, Melbourne House |

### 1984
Giải thưởng được trình bày bởi Jools Holland, tại một buổi lể London.
| Giải                                   | Đoạt giải                  | Á quân          | Đã khen                           |
| -------------------------------------- | -------------------------- | --------------- | --------------------------------- |
| Trò chơi của năm                       | Knight Lore                | Ghostbusters    | Avalon, Impossible Mission        |
| Nhà phần mềm của năm                   | Ultimate Play the Game     | Beyond Software | Hewson Consultants, MicroGen      |
| Trò chơi gốc hay nhất của năm          | Elite                      | Deus Ex Machina | Ancipital, Pyjamarama             |
| Trò chơi phiêu lưu hay nhất của năm    | Claymorgue Castle          | Erik the Viking | Eureka, Tir Na Nog                |
| Trò chơi chiến lược hay nhất trong năm | Lords of Midnight          | Beach Head      | Nato Commander, Battle for Midway |
| Trò chơi arcade hay nhất của năm       | Daley Thompson's Decathlon | Boulderdash     | Monty Mole, Starstrike            |
| Lập trình viên giỏi nhất của năm       | Ultimate Team              | Mike Singleton  | Tony Crowther, Acornsoft          |

### 1985
Giải thưởng đã được trình bày bởi Jools Holland, tại một buổi lễ trên Thames Riverboat.
| Giải                          | Đoạt giải                 | Á quân                                        |
| ----------------------------- | ------------------------- | --------------------------------------------- |
| Game of the Year              | Way of the Exploding Fist | Elite, Summer Games II                        |
| Nhà phần mềm của năm          | Melbourne House           | Hoa Kỳ Gold, Elite Systems, Firebird Software |
| Trò chơi gốc hay nhất của năm | Little Computer People    | Spy vs. Spy, Paradroid                        |
| Trò chơi phiêu lưu của năm    | Red Moon                  | Gremlins, Bored of the Rings                  |
| Trò chơi chiến lược của năm   | Theatre Europe            | Shadowfire, Battle of Britain                 |
| Trò chơi arcade của năm       | Commando                  | Hyper Sports, Dropzone                        |
| Lập trình viên của năm        | Stephen Crow              | Jeff Minter, Andrew Braybrook, Bo Jangeborg   |

### 1986
Buổi lễ diễn ra tại Cadogan Hall.
| Giải                          | Đoạt giải        | Á quân                                 |
| ----------------------------- | ---------------- | -------------------------------------- |
| Game of the Year              | Gauntlet         | Uridium, Space Harrier                 |
| Nhà phần mềm của năm          | Elite Systems    | Hoa Kỳ Gold, Hewson Consultants        |
| Trò chơi gốc hay nhất của năm | Sentinel         | Trap Door, Trivial Pursuit             |
| Trò chơi phiêu lưu của năm    | The Pawn         | Lord of the Rings, Heavy on the Magick |
| Trò chơi chiến lược của năm   | Vietnam          | Johnny Reb II, Silent Service          |
| Trò chơi arcade của năm       | Uridium          | Gauntlet, Ghosts'n Goblins             |
| Lập trình viên của năm        | Andrew Braybrook | Chris Butler, Stephen Crow             |
| Nhạc nền hay nhất của năm     | Sanxion          | Knucklebusters, Star Glider            |

### 1987/1988
Giải thưởng đã được trình bày bởi Chris Tarrant.
| Giải                          | Đoạt giải            | Á quân                                |
| ----------------------------- | -------------------- | ------------------------------------- |
| Game of the Year              | Out Run              | The Last Ninja, Renegade              |
| Nhà phần mềm của năm          | Hoa Kỳ Gold          | Ocean Software, Elite Systems         |
| Trò chơi gốc hay nhất của năm | Nebulus              | Wizball, Driller                      |
| Trò chơi phiêu lưu của năm    | The Guild of Thieves | Knight Orc, Shadows of Mordor         |
| Trò chơi chiến lược của năm   | Vulcan               | Defender of the Crown, Annals of Rome |
| Trò chơi arcade của năm       | Out Run              | Renegade, Bubble Bobble               |
| Lập trình viên của năm        | Jon Ritman           | Andrew Braybrook                      |

### 1988/1989
Buổi lễ diễn ra tại Kensington Roof Gardens.
| Giải                                  | Đoạt giải (8-bit)                  | Đoạt giải (16-bit)                 | Á quân                                      |
| ------------------------------------- | ---------------------------------- | ---------------------------------- | ------------------------------------------- |
| Game of the Year                      | Operation Wolf                     | Speedball                          | Last Ninja 2, Starglider 2                  |
| Đồ họa tốt nhất của năm               | Armalyte                           | Rocket Ranger                      | Last Ninja 2, Starglider 2                  |
| Nhạc nền hay nhất của năm             | Bionic Commando                    | International Karate +             | RoboCop, Starglider 2                       |
| Trò chơi mô phỏng hay nhất của năm    | Microprose Soccer                  | Falcon                             | Project Stealth Fighter, F/A-18 Interceptor |
| Trò chơi phiêu lưu của năm            | Corruption                         | Fish!                              | Ingrid's Back, Corruption                   |
| Chuyển đổi Coin-Op tốt nhất trong năm | Operation Wolf                     | Operation Wolf                     | R-Type, Pac-Mania                           |
| Nhà phần mềm của năm                  | Ocean Software                     | Mirrorsoft                         | Hoa Kỳ Gold                                 |
| Lập trình viên của năm                | John Phillips                      | The Bitmap Brothers                | Mev Dink, John Twiddy, John Phillips        |
| Giải thưởng C & VG Console            | Thunder Blade (Sega Master System) | Thunder Blade (Sega Master System) | R-Type (PC Engine)                          |

### 1989/1990

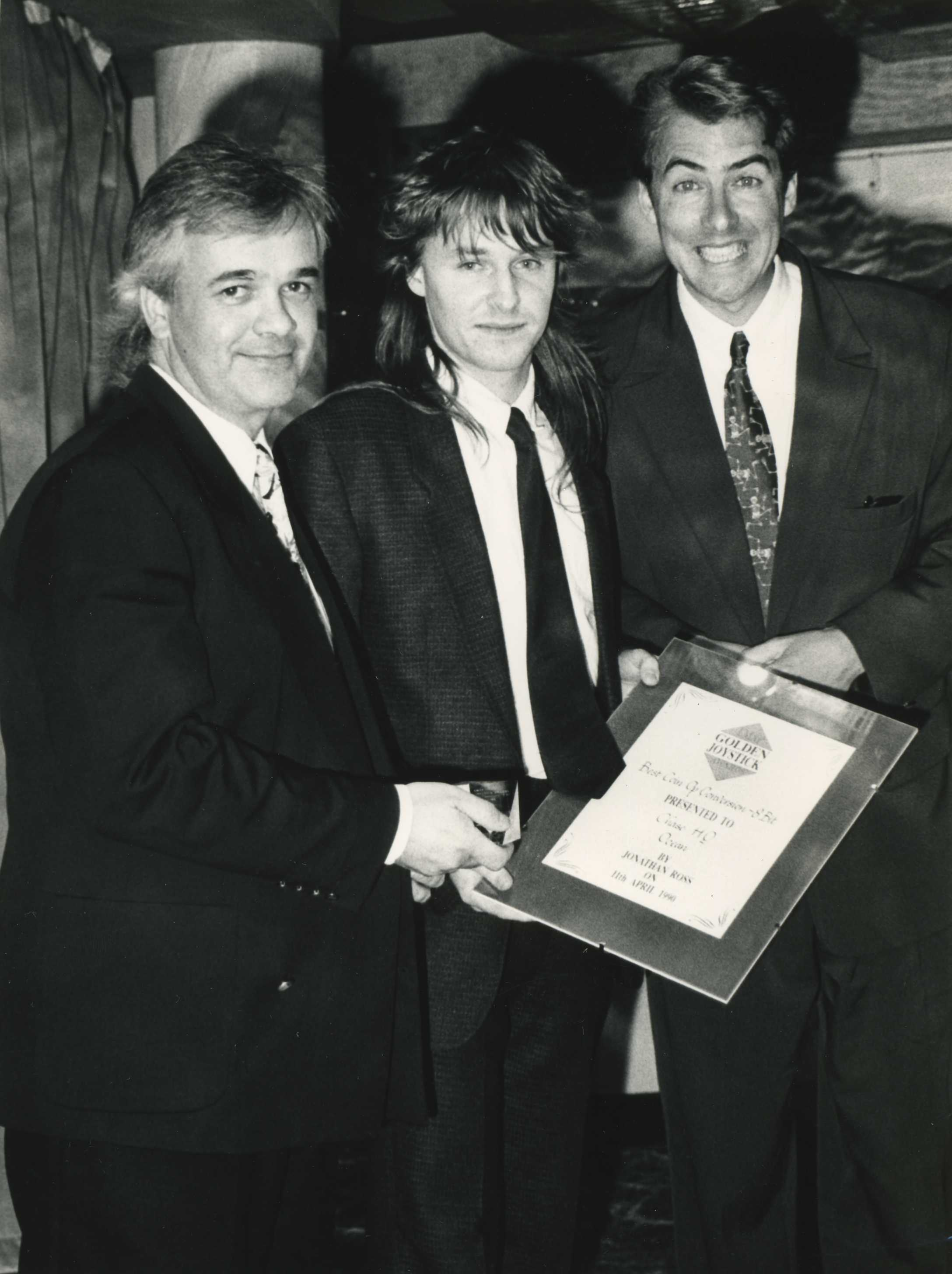
1989/1990: Paul Patterson của Ocean Software nhận được giải, từ Jonathan Ross, "Best Coin-Op Conversion of the Year" (8-bit)

Buổi lễ diễn ra tại Kensington Roof Gardens, Ngày 11 tháng 4 năm 1990.
| Giải                                  | Đoạt giải (8-bit)                  | Đoạt giải (16-bit)  |
| ------------------------------------- | ---------------------------------- | ------------------- |
| Game of the Year                      | The Untouchables                   | Kick Off            |
| Đồ họa tốt nhất của năm               | Myth                               | Shadow of the Beast |
| Nhạc nền hay nhất của năm             | Chase HQ                           | Future Wars         |
| Trò chơi mô phỏng hay nhất của năm    | Carrier Command                    | M1 Tank Platoon     |
| Chuyển đổi Coin-Op tốt nhất trong năm | Chase HQ                           | Hard Drivin'        |
| Sản phẩm giải trí PC của năm          | Indiana Jones and the Last Crusade |                     |
| Phần lớn trò chơi gốc của năm         | Populous                           |                     |
| Nhà phần mềm của năm                  | Ocean Software                     |                     |

### 1990/1991
Buổi lễ diễn ra tại Kensington Roof Gardens, Ngày 4 tháng 4 năm 1991.
| Giải                                  | Đoạt giải (8-bit)   | Đoạt giải (16-bit)     |
| ------------------------------------- | ------------------- | ---------------------- |
| Game of the Year                      | Rick Dangerous 2    | Kick Off 2             |
| Đồ họa tốt nhất của năm               | Midnight Resistance | Shadow of the Beast 2  |
| Nhạc nền hay nhất của năm             | RoboCop 2           | Speedball 2            |
| Trò chơi mô phỏng hay nhất của năm    | F19 Stealth Fighter | F19 Stealth Fighter    |
| Chuyển đổi Coin-Op tốt nhất trong năm | Rainbow Islands     | Golden Axe             |
| Chuyển đổi Console tốt nhất của năm   | Mega Man            | John Madden's Football |
| Trò chơi PC của năm                   | Railroad Tycoon     |                        |
| Nhà sản xuất phần cứng của năm        | SEGA                |                        |
| Nhà phần mềm của năm                  | Ocean Software      |                        |

### 1991/1992
Buổi lễ diễn ra tại Hyde Park Hotel, London, vào ngày 7 tháng 4 năm 1992.
| Giải                        | Đoạt giải                         | Developer   |
| --------------------------- | --------------------------------- | ----------- |
| Trò chơi tổng thể của năm   | Sonic the Hedgehog                | Sonic Team  |
| Trò chơi 16-bit của năm     | Heimdall                          | Core Design |
| Chuyển đổi Coin-Op tốt nhất | Toki                              | TAD         |
| Mô phỏng tốt nhất           | Jimmy White's 'Whirlwind' Snooker | Virgin      |
| Đồ họa tốt nhất             | Heimdall                          | Core Design |
| Nhạc nền hay nhất           | The Secret of Monkey Island       | Hoa Kỳ Gold |
| Lập trình viên của năm      | Archer MacLean                    |             |
| Nhà phần mềm của năm        | Electronic Arts                   |             |

### 1992/1993
| Giải                       | Đoạt giải         |
| -------------------------- | ----------------- |
| Game of the Year           | Street Fighter II |
| Trò chơi chiến đấu của năm | Mortal Kombat     |

### 1996/1997
Buổi lễ diễn ra tại Café de Paris, vào tháng 11 năm 1997.
| Giải                                          | Đoạt giải                      |
| --------------------------------------------- | ------------------------------ |
| Game of the Year                              | Super Mario 64                 |
| Trò chơi PlayStation Plus hay nhất            | Resident Evil                  |
| Sega Saturn Magazine Trò chơi Saturn hay nhất | Fighters Megamix               |
| Nintendo N64 trò chơi hay nhất                | Super Mario 64                 |
| CVG Trò chơi PC hay nhất                      | Quake                          |
| Trò chơi tìm kiếm nhiều nhất                  | Super Mario 64                 |
| Trò chơi âm thanh xuất sắc nhất               | Wipeout 2097                   |
| Hầu hết trò chơi gốc                          | Parappa the Rapper             |
| Quảng cáo tốt nhất                            | Tekken 2                       |
| Scoop của năm                                 | GoldenEye 007                  |
| Nhân vật game yêu thích                       | Lara Croft (Tomb Raider)       |
| Nhóm phát triển tốt nhất                      | Rare                           |
| Nhà phần mềm tốt nhất                         | Sony                           |
| Trang tìm kiếm nhiều nhất                     | Sega Saturn Magazine Showcases |
| Người viết đánh giá tốt nhất                  | Ed Lomas, CVG                  |

### 2002
Lễ trao giải năm 2002 diễn ra tại Dorchester Hotel vào ngày 25 tháng 10 năm 2002 và được tổ chức bởi Jonathan Ross.
| Giải                                    | Đoạt giải                                    | Á quân |
| --------------------------------------- | -------------------------------------------- | --- |
| Game of the Year                        | Grand Theft Auto III (Rockstar Games)        | Halo (Microsoft Studios), Medal of Honor: Allied Assault (EA Games)                                            |
| Trò chơi trực tuyến của năm             | Counter-Strike (Vivendi Universal Games)     | Medal of Honor: Allied Assault (EA Games), Warcraft III: Reign of Chaos (Vivendi Universal Games)              |
| Trò chơi PC của năm                     | Medal of Honor: Allied Assault (EA Games)    | Grand Theft Auto III (Rockstar Games), Warcraft III: Reign of Chaos (Vivendi Universal Games)                  |
| Sử dụng tốt nhất giấy phép phim         | The Thing (Vivendi Universal Games)          | Spider-Man (Activision), The Sum of All Fears (Ubi Soft)                                                       |
| Trò chơi thể thao của năm               | Pro Evolution Soccer (Konami)                | Championship Manager (Eidos), FIFA 2002 (EA Sports)                                                            |
| Trò chơi đổi mới của năm                | Grand Theft Auto III (Rockstar Games)        | Max Payne (Take 2 Interactive), The D-Day landing in Medal of Honor: Allied Assault (EA Games)                 |
| Phần cứng của năm                       | Microsoft Xbox                               | AMD Athlon XP Processor, Nintendo GameCube                                                                     |
| Nhà phát triển Anh của năm              | Rockstar North                               | Electronic Arts                                                                                                |
| Nhà phát hành hiếm của năm              | Electronic Arts                              | Activision/LucasArts, Microsoft Game Studios                                                                   |
| Nhà bán lẻ của năm                      | Gameplay.com                                 | GAME, Amazon.co.uk                                                                                             |
| Trò chơi Giáng sinh được yêu thích nhất | Grand Theft Auto: Vice City (Rockstar Games) | Splinter Cell (Ubi Soft), Super Mario Sunshine (Nintendo of Europe)                                            |
| Trò chơi Xbox của năm                   | Halo (Microsoft Game Studios)                | Dead or Alive 3 (Tecmo), Max Payne (Take 2 Interactive)                                                        |
| Trò chơi GameCube của năm               | Resident Evil (Capcom Eurosoft)              | Star Wars Rogue Squadron II: Rogue Leader (Activision/LucasArts), Super Smash Bros. Melee (Nintendo of Europe) |
| Trò chơi cầm tay của năm                | Golden Sun (Nintendo)                        | Mario Kart: Super Circuit (Nintendo), Super Mario World: Super Mario Advance 2 (Nintendo of Europe)            |
| Trò chơi PS2 của năm                    | Grand Theft Auto III (Rockstar Games)        | Final Fantasy X (SCEE), Metal Gear Solid 2: Sons of Liberty (Konami)                                           |

### 2003
Lễ trao giải năm 2003 diễn ra tại Park Lane Hilton vào ngày 28 tháng 11 năm 2003 và được tổ chức bởi Phill Jupitus.
| Giải                                            | Đoạt giải                                                     | Á quân |
| ----------------------------------------------- | ------------------------------------------------------------- | --- |
| Trò chơi PS2 của năm                            | Grand Theft Auto: Vice City (Rockstar)                        | EyeToy: Play (SCEE), Pro Evolution Soccer 2 (Konami)                                                          |
| Trò chơi GameCube của năm                       | The Legend of Zelda: The Wind Waker (Nintendo)                | Metroid Prime (Nintendo), Resident Evil Zero (Capcom)                                                         |
| Trò chơi cầm tay của năm                        | Advance Wars 2: Black Hole Rising (Nintendo)                  | Pokémon Ruby and Sapphire (Nintendo), The Legend of Zelda: A Link to the Past (Nintendo)                      |
| Trò chơi Xbox của năm                           | Star Wars: Knights of the Old Republic (Activision/LucasArts) | Soul Calibur II (Electronic Arts), Tom Clancy's Splinter Cell (Ubisoft)                                       |
| Trò chơi PC của năm                             | Championship Manager 4 (Eidos)                                | Grand Theft Auto: Vice City (Rockstar), Battlefield 1942 (Electronic Arts)                                    |
| Trò chơi trực tuyến của năm                     | Battlefield 1942 (Electronic Arts)                            | Phantasy Star Online I & II (Sega), Unreal Championship (Atari)                                               |
| Phim thích ứng của năm                          | The Lord of the Rings: The Two Towers (Electronic Arts)       | Enter the Matrix (Atari), Harry Potter and the Philosopher's Stone (Electronic Arts)                          |
| Giải thưởng xuất sắc nhất của Anh               | Championship Manager 4 (Eidos)                                | Conflict: Desert Storm II (SCi), Republic: The Revolution (Eidos)                                             |
| Nhà phát hành của năm                           | Nintendo                                                      | Electronic Arts, Rockstar Games                                                                               |
| Nhà bán lẻ của năm                              | GAME                                                          | Amazon.co.uk, Gameplay.com                                                                                    |
| Phần cứng của năm                               | Nintendo Game Boy Advance SP                                  | SCEE EyeToy, Microsoft Xbox Live!                                                                             |
| Trò chơi Unsung Hero của năm                    | Viewtiful Joe (Capcom)                                        | No One Lives Forever 2: A Spy in H.A.R.M.'s Way (Monolith Productions), Steel Battalion (Capcom)              |
| Hall of Fame Industry Personality của năm       | Shigeru Miyamoto (Nintendo)                                   | |
| Giải thưởng của biên tập viên: Trò chơi của năm | Pro Evolution Soccer 3 (Konami)                               | Call of Duty (Activision), The Legend of Zelda: The Wind Waker (Nintendo)                                     |
| Trò chơi Giáng sinh được yêu thích nhất         | Mario Kart: Double Dash!! (Nintendo)                          | Pro Evolution Soccer 3 (Konami), WWE SmackDown! Here Comes the Pain (THQ)                                     |
| Trò chơi được mong đợi nhất cho năm 2004        | Half-Life 2 (Valve Corporation)                               | Doom III (Activision), Halo 2 (Microsoft)                                                                     |
| Trò chơi cuối cùng của năm                      | Grand Theft Auto: Vice City (Rockstar)                        | The Legend of Zelda: The Wind Waker (Nintendo), Star Wars: Knights of the Old Republic (Activision/LucasArts) |

### 2004
Lễ trao giải năm 2004 diễn ra tại Park Lane Hilton vào ngày 5 tháng 11 năm 2004 và được tổ chức bởi Matt Lucas.
| Giải                                         | Đoạt giải                                                     | Á quân                                                                                    |
| -------------------------------------------- | ------------------------------------------------------------- | ----------------------------------------------------------------------------------------- |
| Trò chơi PS2 của năm                         | Burnout 3: Takedown (Electronic Arts)                         | Pro Evolution Soccer 3 (Konami), Spider-Man 2 (Activision)                                |
| Trò chơi GameCube của năm                    | Mario Kart: Double Dash!! (Nintendo)                          | Metal Gear Solid: The Twin Snakes (Konami), Final Fantasy Crystal Chronicles (Nintendo)   |
| Trò chơi cầm tay của năm                     | Sonic Advance 3 (THQ)                                         | Metroid Zero Mission (Nintendo), Mario & Luigi: Superstar Saga (Nintendo)                 |
| Trò chơi Xbox của năm                        | Fable (Microsoft)                                             | Splinter Cell: Pandora Tomorrow (Ubisoft), Grand Theft Auto: Double Pack (Rockstar Games) |
| Trò chơi PC của năm                          | Doom 3 (Activision)                                           | X2: The Threat (Deep Silver), Far Cry (Ubisoft)                                           |
| Trò chơi trực tuyến của năm                  | Battlefield Vietnam (Electronic Arts)                         | Burnout 3: Takedown (Electronic Arts), Counter-Strike: Condition Zero (Valve Corporation) |
| Nhà phát hành của năm                        | Electronic Arts                                               | THQ, Ubisoft                                                                              |
| Nhà bán lẻ của năm                           | Amazon.co.uk                                                  | GAME, Play.com                                                                            |
| Phần cứng của năm                            | Nintendo GBA SP                                               | Creative Labs Gigaworks S750, GBA Wireless Adapter                                        |
| Trò chơi Unsung Hero của năm (Editors' Giải) | The Chronicles of Riddick: Escape from Butcher Bay (VU Games) | The Suffering (Midway), Mashed (Empire Interactive)                                       |
| Trò chơi của năm (Giải thưởng biên tập viên) | Pro Evolution Soccer 4 (Konami)                               | The Legend of Zelda: Four Swords (Nintendo), Joint Operations: Typhoon Rising (NovaLogic) |
| Hall of Fame - Industry Personality của năm  | Warren Spector (Ion Storm)                                    |                                                                                           |
| Trò chơi được yêu thích nhất cho Xmas        | Grand Theft Auto: San Andreas (Rockstar Games)                | Half-Life 2 (Valve Corporation), Halo 2 (Microsoft)                                       |
| Trò chơi được yêu thích nhất năm 2005        | The Legend of Zelda: Twilight Princess (Nintendo)             | Metal Gear Solid: Snake Eater (Konami), Resident Evil 4 (Capcom)                          |
| Trò chơi cuối cùng của năm                   | Doom 3 (Activision)                                           | Fable (Microsoft), Pro Evolution Soccer 4 (Konami)                                        |
| Ultimate Gaming Hero                         | Sonic the Hedgehog (Sega)                                     | Master Chief (Halo 2, Microsoft); Lara Croft (Tomb Raider, Eidos)                         |

### 2005
Lễ trao giải năm 2005 diễn ra tại Park Lane Hilton vào ngày 4 tháng 11 năm 2005 và được tổ chức bởi Jimmy Carr.
| Giải                                     | Đoạt giải                                                        |
| ---------------------------------------- | ---------------------------------------------------------------- |
| Trò chơi PlayStation 2 của năm           | Grand Theft Auto: San Andreas (Rockstar Games)                   |
| Trò chơi GameCube của năm                | Resident Evil 4 (Capcom)                                         |
| Trò chơi Xbox của năm                    | Halo 2 (Microsoft)                                               |
| Trò chơi PC của năm                      | Half-Life 2 (Valve Software)                                     |
| Trò chơi cầm tay của năm                 | Super Mario 64 DS (Nintendo)                                     |
| Trò chơi dựa trên phim hay nhất năm 2005 | Resident Evil 4 (Capcom)                                         |
| Nhạc nền trò chơi hay nhất năm 2005      | Grand Theft Auto: San Andreas (Rockstar Games)                   |
| Trò chơi trực tuyến của năm              | World of Warcraft (Blizzard)                                     |
| Nhà phát hành của năm                    | Nintendo                                                         |
| Nhà bán lẻ của năm                       | Play.com                                                         |
| Trò chơi đổi mới của năm                 | PSP                                                              |
| One to Watch for Xmas                    | The Legend of Zelda: Twilight Princess (Nintendo)                |
| One to Watch for 2006                    | Resident Evil 5 (Capcom)                                         |
| Anh hùng năm 2005                        | CJ (Grand Theft Auto: San Andreas, Rockstar Games)               |
| Nhân vật phản diện năm 2005              | Officer Tenpenny (Grand Theft Auto: San Andreas, Rockstar Games) |
| Sự lựa chọn của phụ nữ năm 2005          | The Sims 2 (Electronic Arts)                                     |
| Trò chơi của năm của biên tập viên       | Resident Evil 4 (Capcom)                                         |
| Anh hùng vô danh của năm                 | Fahrenheit (Quantic Dream)                                       |
| Trò chơi cuối cùng của năm               | Grand Theft Auto: San Andreas (Rockstar Games)                   |
| Nhạc nền của năm                         | Sonic Rush (Sega)                                                |

### 2006
Lễ trao giải năm 2006 Park Lane Hilton vào ngày 27 tháng 10 năm 2006 và được tổ chức bởi Emma Griffiths.
| Giải                                   | Đoạt giải                                               |
| -------------------------------------- | ------------------------------------------------------- |
| Trò chơi cuối cùng của năm             | The Elder Scrolls IV: Oblivion (Bethesda Softworks)     |
| Trò chơi PC của năm                    | The Elder Scrolls IV: Oblivion (Bethesda Softworks)     |
| Trò chơi PlayStation của năm           | Resident Evil 4 (Capcom)                                |
| Trò chơi Xbox của năm                  | The Elder Scrolls IV: Oblivion (Bethesda Softworks)     |
| Trò chơi Nintendo của năm              | New Super Mario Bros (Nintendo)                         |
| Trò chơi cầm tay trực tuyến của năm    | Grand Theft Auto: Liberty City Stories (Rockstar Games) |
| Trò chơi trực tuyến của năm            | Age of Empires III (Ensemble Studios)                   |
| Giải thưởng All-Nighter                | Pro Evolution Soccer 5 (Konami)                         |
| The One to Watch 2007                  | PlayStation 3 (Sony)                                    |
| Giải thưởng lựa chọn của biên tập viên | Tom Clancy's Ghost Recon Advanced Warfighter (Ubisoft)  |
| Nhà phát hành của năm                  | Electronic Arts                                         |
| Nhà bán lẻ của năm                     | GAME                                                    |
| Nhạc nền của năm                       | Need for Speed: Carbon (Electronic Arts)                |
| Giải thưởng đổi mới                    | Xbox Live Marketplace (Microsoft)                       |
| Trò chơi gia đình của năm              | Nintendogs (Nintendo)                                   |
| Giải thưởng nhân vật yêu thích         | Lara Croft (Tomb Raider, Edios)                         |
| Giải thưởng lựa chọn của nữ            | Nintendogs (Nintendo)                                   |

### 2007
Lễ trao giải năm 2007 diễn ra tại Park Lane Hilton vào ngày 26 tháng 10 năm 2007 và được tổ chức bởi David Mitchell.
| Giải                                   | Đoạt giải                                                       |
| -------------------------------------- | --------------------------------------------------------------- |
| Trò chơi cuối cùng của năm             | Gears of War (Epic Games)                                       |
| Trò chơi Xbox của năm                  | Gears of War (Epic Games)                                       |
| Trò chơi PC của năm                    | Lord of the Rings Online: Shadows of Angmar (Midway)            |
| Trò chơi PlayStation của năm 2007      | God of War II (SCE Studios Santa Monica)                        |
| Trò chơi Nintendo của năm              | The Legend of Zelda: Twilight Princess (Nintendo)               |
| Giải thưởng lựa chọn của biên tập viên | Gears of War (Epic Games)                                       |
| Nhà phát hành của năm                  | Nintendo                                                        |
| Nhà bán lẻ của năm                     | GAME                                                            |
| The One to Watch                       | Assassin's Creed (Ubisoft)                                      |
| Nhà phát triển Anh của năm             | Codemasters                                                     |
| Trò chơi trực tuyến của năm            | World of Warcraft: The Burning Crusade (Blizzard Entertainment) |
| All-Nighter                            | Gears of War (Epic Games)                                       |
| Nhạc nền của năm                       | Guitar Hero II (Harmonix Music Systems)                         |
| Đổi mới của năm                        | Nintendo Wii                                                    |
| Trò chơi di động của năm               | Final Fantasy                                                   |
| Trò chơi cầm tay của năm               | Grand Theft Auto: Vice City Stories (Rockstar)                  |
| Trò chơi gia đình của năm 2007         | Wii Sports (Nintendo)                                           |
| Trò chơi chọn lựa của nữ năm 2007      | Guitar Hero II (Harmonix Music Systems)                         |

### 2008
Lễ trao giải năm 2008 Park Lane Hilton vào ngày 31 tháng 10 năm 2008 và được tổ chức bởi Frankie Boyle.
| Giải                                                           | Đoạt giải                                         |
| -------------------------------------------------------------- | ------------------------------------------------- |
| Giải thưởng Nuts All-Nighter                                   | Call of Duty 4: Modern Warfare (Activision)       |
| Trò chơi cầm tay của năm                                       | The Legend of Zelda: Phantom Hourglass (Nintendo) |
| Trò chơi di động của năm                                       | Bejeweled 2 (PopCap Games)                        |
| Mobile Game Pitch 2008                                         | Finders Keeper (Tobias Rowe)                      |
| Trò chơi Nintendo của năm                                      | Super Smash Bros: Brawl (Nintendo)                |
| Trò chơi PC của năm                                            | Call of Duty 4: Modern Warfare (Activision)       |
| Nhà bán lẻ của năm                                             | Play.com                                          |
| Tạp chí PlayStation HD chính thức Trò chơi PlayStation của năm | Metal Gear Solid 4: Guns of the Patriots (Konami) |
| Nhạc nền của năm                                               | Grand Theft Auto IV (Rockstar Games)              |
| Trò chơi Xbox của năm                                          | Grand Theft Auto IV (Rockstar Games)              |
| Giải yêu thích của năm                                         | Fallout 3 (Bethesda)                              |
| Trò chơi trực tuyến của năm                                    | Call of Duty 4: Modern Warfare (Activision)       |
| Nhà phát triển Anh của năm                                     | Rockstar North                                    |
| Giải thưởng Grand Master Flash                                 | Stickman Madness                                  |
| One to Watch                                                   | Call of Duty: World at War (Activision)           |
| Nhà phát hành Anh của năm                                      | Activision Blizzard                               |
| Trò chơi cuối cùng của năm                                     | Call of Duty 4: Modern Warfare (Activision)       |

### 2009
Lễ trao giải năm 2009 diễn ra tại Park Lane Hilton
vào ngày 30 tháng 10 năm 2009 và được tổ chức bởi Sean Lock.
| Giải                              | Đoạt giải                                         |
| --------------------------------- | ------------------------------------------------- |
| Trò chơi gia đình của năm         | LittleBigPlanet (Sony)                            |
| Trò chơi cầm tay của năm          | Grand Theft Auto: Chinatown Wars (Rockstar Games) |
| Nhà bán lẻ của năm                | GAME                                              |
| Trò chơi di động của năm          | Metal Gear Solid Touch (Konami)                   |
| Trò chơi Nintendo của năm         | Call of Duty: World at War (Activision)           |
| Trò chơi nhiều người chơi của năm | Call of Duty: World at War (Activision)           |
| Nhạc nền của năm                  | Guitar Hero World Tour (Activision)               |
| Trò chơi Xbox của năm             | Gears of War 2 (Epic Games)                       |
| Trò chơi PC của năm               | Fallout 3 (Bethesda Softworks)                    |
| Nhà phát triển Anh của năm        | Jagex                                             |
| Trò chơi PlayStation của năm      | Killzone 2 (Sony)                                 |
| Nhà phát hành của năm             | Activision Blizzard                               |
| Trò chơi trực tuyến của năm       | Left 4 Dead (Valve Software)                      |
| ShortList One to Watch            | Call of Duty: Modern Warfare 2 (Activision)       |
| Trò chơi cuối cùng của năm        | Fallout 3 (Bethesda Softworks)                    |

### 2010
Lễ trao giải năm 2010 diễn ra tại Bridge Park Plaza vào ngày 29 tháng 10 năm 2010 và được tổ chức bởi Rich Hall.
| Giải                                                  | Đoạt giải                                   |
| ----------------------------------------------------- | ------------------------------------------- |
| Trò chơi hành động phiêu lưu của năm kết hợp với Nuts | Assassin's Creed II (Ubisoft)               |
| Trò chơi tải xuống của năm                            | Plants vs. Zombies (PopCap Games)           |
| Trò chơi chiến đấu của năm                            | Street Fighter IV (Capcom)                  |
| Trò chơi âm nhạc của năm                              | Guitar Hero 5 (Activision)                  |
| The One to Watch                                      | Call of Duty: Black Ops (Activision)        |
| Trò chơi trực tuyến của năm                           | League of Legends (Riot Games)              |
| Trò chơi di động của năm                              | Pokémon HeartGold/Soul Silver (Nintendo)    |
| Trò chơi giải đố của năm                              | World of Goo (2D Boy)                       |
| Trò chơi đua xe của năm                               | Forza Motorsport 3 (Microsoft)              |
| RPG của năm                                           | Mass Effect 2 (Electronic Arts)             |
| Bắn súng của năm                                      | Call of Duty: Modern Warfare 2 (Activision) |
| Nhạc nền của năm                                      | Final Fantasy XIII (Square Enix)            |
| Trò chơi thể thao của năm                             | FIFA 10 (Electronic Arts)                   |
| Trò chơi chiến lược của năm                           | Plants vs. Zombies (PopCap Games)           |
| Nhà phát triển Anh của năm                            | Jagex                                       |
| Trò chơi cuối cùng của năm                            | Mass Effect 2 (Electronic Arts)             |

### 2011
Lễ trao giải năm 2011 diễn ra tại Bridge Park Plaza vào ngày 21 tháng 10 năm 2011 và được tổ chức bởi Seann Walsh.
| Giải                              | Đoạt giải                                        |
| --------------------------------- | ------------------------------------------------ |
| Bắn súng của năm                  | Call of Duty: Black Ops (Activision)             |
| Action/Trò chơi phiêu lưu của năm | Assassin's Creed: Brotherhood (Ubisoft)          |
| Trò chơi tải xuống của năm        | Minecraft (Mojang)                               |
| Trò chơi chiến đấu của năm        | Mortal Kombat (Warner Bros.)                     |
| Trò chơi miễn phí của năm         | League of Legends (Riot Games)                   |
| Trò chơi âm nhạc của năm          | Guitar Hero: Warriors of Rock (Activision)       |
| The One to Watch                  | The Elder Scrolls V: Skyrim (Bethesda Softworks) |
| Trò chơi trực tuyến của năm       | World of Warcraft (Blizzard Entertainment)       |
| Trò chơi di động của năm          | Angry Birds Rio (Rovio Entertainment)            |
| Trò chơi đua xe của năm           | Gran Turismo 5 (Sony)                            |
| RPG của năm                       | Fallout: New Vegas (Obsidian Entertainment)      |
| Trò chơi thể thao của năm         | FIFA 11 (Electronic Arts)                        |
| MMO hay nhất                      | World of Warcraft (Blizzard)                     |
| Trò chơi chiến lược của năm       | StarCraft II: Wings of Liberty (Blizzard)        |
| Đổi mới của năm                   | Nintendo 3DS                                     |
| Đóng góp nổi bật                  | Sonic the Hedgehog (Sega)                        |
| Trò chơi cuối cùng của năm        | Portal 2 (Valve Software)                        |

### 2012
Lễ trao giải năm 2012 diễn ra tại Bridge Park Plaza vào ngày 26 tháng 10 năm 2012 và được tổ chức bởi Ed Byrne.
| Giải                                 | Đoạt giải                                                |
| ------------------------------------ | -------------------------------------------------------- |
| Bắn súng của năm                     | Battlefield 3 (Electronic Arts)                          |
| Trò chơi hành động phiêu lưu của năm | Batman: Arkham City (Warner Bros.)                       |
| Trò chơi tải xuống của năm           | Minecraft (Mojang)                                       |
| Trò chơi chiến đấu của năm           | Mortal Kombat Komplete Edition (Warner Bros.)            |
| Trò chơi miễn phí của năm            | Slender: The Eight Pages (Parsec Productions)            |
| Trò chơi cầm tay của năm             | Uncharted: Golden Abyss (Sony)                           |
| Thời điểm trò chơi hàng đầu          | Skyrim: Throat of the World (Bethesda Softworks)         |
| DLC của năm                          | Portal 2's Perpetual Testing Initiative (Valve Software) |
| One to Watch                         | Grand Theft Auto V (Rockstar)                            |
| Trò chơi MMO của năm                 | World of Tanks (Wargaming)                               |
| Trò chơi di động của năm             | Angry Birds Space (Rovio Entertainiment)                 |
| Trò chơi đua xe của năm              | Forza Motorsport 4 (Microsoft)                           |
| RPG của năm                          | The Elder Scrolls V: Skyrim (Bethesda Softworks)         |
| Trò chơi thể thao của năm            | FIFA 12 (Electronic Arts)                                |
| Trò chơi chiến lược của năm          | Civilization V: Gods & Kings (2K Games)                  |
| Trò chơi cuối cùng của năm           | The Elder Scrolls V: Skyrim (Bethesda Softworks)         |
| Youtuber                             | The Yogscast                                             |
| Đóng góp nổi bật                     | FIFA (Electronic Arts)                                   |

### 2013
Lễ trao giải năm 2013 diễn ra tại indigO2 vào ngày 25 tháng 10 năm 2013 và được tổ chức bởi Ed Byrne.
| Giải                                                                  | Đoạt giải                                         |
| --------------------------------------------------------------------- | ------------------------------------------------- |
| Trò chơi mới hay nhất                                                 | The Last of Us (Sony)                             |
| Yêu thích nhất                                                        | The Witcher 3: Wild Hunt (CD Projekt Red)         |
| Trò chơi indie hay nhất                                               | Mark of the Ninja (Klei Entertainment)            |
| Thiết kế trực quan tốt nhất                                           | BioShock Infinite (2K Games)                      |
| Nhiều người chơi nhất                                                 | Payday 2 (Starbreeze Studios)                     |
| Thời điểm chơi game tốt nhất                                          | Far Cry 3: "The Definition of Insanity" (Ubisoft) |
| Hãng của năm                                                          | Naughty Dog                                       |
| Đổi mới của năm                                                       | Oculus Rift                                       |
| Kể chuyện hay nhất                                                    | The Last of Us (Sony)                             |
| Trò chơi trực tuyến hay nhất                                          | World of Tanks (Wargaming)                        |
| Trò chơi cầm tay tốt nhất                                             | Assassin's Creed III: Liberation (Ubisoft)        |
| Giải thưởng Youtuber                                                  | The Yogscast                                      |
| Nền tảng chơi game tốt nhất                                           | Steam                                             |
| Trò chơi dành cho thiết bị di động / máy tính bảng hay nhất trong năm | XCOM: Enemy Unknown (2K Games)                    |
| Game of the Year                                                      | Grand Theft Auto V (Rockstar)                     |
| Hall of Fame                                                          | Call of Duty (Activision)                         |
| Thành tựu trọn đời                                                    | Ken Levine                                        |

### 2014
Lễ trao giải năm 2014 diễn ra tại indigO2 vào ngày 24 tháng 10 năm 2014 và được tổ chức bởi Ed Byrne.
| Giải                                   | Đoạt giải                                                |
| -------------------------------------- | -------------------------------------------------------- |
| Trò chơi gốc tốt nhất                  | DayZ (Bohemia Interactive)                               |
| Trò chơi trực tuyến hay nhất           | Hearthstone: Heroes of Warcraft (Blizzard Entertainment) |
| Kể chuyện hay nhất                     | The Last of Us: Left Behind (Sony)                       |
| Thiết kế trực quan tốt nhất            | Assassin's Creed IV: Black Flag (Ubisoft)                |
| Âm thanh tốt nhất                      | Assassin's Creed IV: Black Flag (Ubisoft)                |
| Trò chơi Playfine được chơi nhiều nhất | Rust (Facepunch Studios)                                 |
| Nhiều người chơi nhất                  | Battlefield 4 (Electronic Arts)                          |
| Trò chơi indie hay nhất                | DayZ (Bohemia Interactive)                               |
| Đổi mới của năm                        | Oculus Rift DK2                                          |
| Thời điểm chơi game tốt nhất           | The Last of Us: Left Behind - The Kiss (Sony)            |
| Trò chơi cầm tay của năm               | Pokémon X and Y (Nintendo)                               |
| Trò chơi di động hay nhất              | Hearthstone: Heroes of Warcraft (Blizzard Entertainment) |
| Yêu thích nhất                         | The Witcher 3: Wild Hunt (CD Projekt Red)                |
| Game thủ                               | PewDiePie                                                |
| Hãng của năm                           | Ubisoft Montreal                                         |
| Nền tảng chơi game tốt nhất            | Steam                                                    |
| Thành tựu trọn đời                     | Hideo Kojima                                             |
| Game of the Year                       | Dark Souls II (Bandai Namco)                             |

### 2015
Lễ trao giải năm 2015 diễn ra tại indigO2 vào ngày 30 tháng 10 năm 2015 và được tổ chức bởi Danny Wallace.
| Giải                                           | Đoạt giải                                                 |
| ---------------------------------------------- | --------------------------------------------------------- |
| Trò chơi gốc tốt nhất                          | Bloodborne (Sony Computer Entertainment)                  |
| Kể chuyện hay nhất                             | The Witcher 3: Wild Hunt (CD Projekt Red)                 |
| Thiết kế trực quan tốt nhất                    | The Witcher 3: Wild Hunt (CD Projekt Red)                 |
| Âm thanh tốt nhất                              | Ori and the Blind Forest (Microsoft Studios)              |
| Nhiều người chơi nhất Game                     | Grand Theft Auto Online (Rockstar Games)                  |
| Trò chơi indie hay nhất                        | Kerbal Space Program (Squad)                              |
| Trò chơi gia đình                              | Splatoon (Nintendo)                                       |
| Giải thưởng được chơi nhiều nhất trên Playfire | Grand Theft Auto V (Rockstar Games)                       |
| Thời điểm chơi game tốt nhất                   | The Witcher 3: Wild Hunt (The Bloody Baron Quest)         |
| Game thủ                                       | PewDiePie                                                 |
| Biểu tượng eSports                             | Anders Blume (Counter-Strike: Global Offensive)           |
| Hãng của năm                                   | CD Projekt Red                                            |
| Đổi mới của năm                                | First-person mode in Grand Theft Auto V (Rockstar Games)  |
| Nền tảng trò chơi của năm                      | Steam (Valve Corporation)                                 |
| Hiệu suất của năm                              | Ashly Burch (Life Is Strange)                             |
| Trò chơi PlayStation của năm                   | Bloodborne (Sony)                                         |
| Trò chơi Xbox của năm                          | Ori and the Blind Forest (Microsoft Game Studios)         |
| Trò chơi Nintendo của năm                      | Splatoon (Nintendo)                                       |
| Trò chơi PC của năm                            | Grand Theft Auto V (Rockstar Games)                       |
| Yêu thích nhất Game                            | Fallout 4 (Bethesda Softworks)                            |
| Trò chơi cuối cùng của năm                     | The Witcher 3: Wild Hunt (CD Projekt Red)                 |
| Lựa chọn của giới chuyên môn                   | Metal Gear Solid V: The Phantom Pain (Kojima Productions) |
| Game cầm tay / di động tốt nhất                | Fallout Shelter (Bethesda Softworks)                      |
| Thành tựu trọn đời                             | Satoru Iwata (posthumous)                                 |

### 2016
Lễ trao giải năm 2016 diễn ra tại indigO2 vào ngày 18 tháng 11 năm 2016 và được tổ chức bởi James Veitch.
| Giải                             | Đoạt giải                                                                  |
| -------------------------------- | -------------------------------------------------------------------------- |
| Trò chơi gốc tốt nhất            | Overwatch (Blizzard Entertainment)                                         |
| Kể chuyện hay nhất               | The Witcher 3: Wild Hunt – Blood and Wine (CD Projekt Red)                 |
| Thiết kế trực quan tốt nhất      | The Witcher 3: Wild Hunt – Blood and Wine (CD Projekt Red)                 |
| Âm thanh tốt nhất                | Fallout 4 (Bethesda Softworks)                                             |
| Trò chơi indie hay nhất          | Firewatch (Panic)                                                          |
| Game thủ của năm                 | Sean Plott                                                                 |
| Nhiều người chơi nhất Game       | Overwatch (Blizzard Entertainment)                                         |
| Cạnh tranh trong năm             | coldzera's jumping AWP quad kill at MLG Columbus                           |
| Thời điểm chơi game tốt nhất     | Overwatch (Play of the Game)                                               |
| YouTuber của năm                 | Jesse Cox                                                                  |
| Hãng của năm                     | CD Projekt Red                                                             |
| Đổi mới của năm                  | Pokémon Go (Niantic, Inc.)                                                 |
| Thành tựu trọn đời               | Eiji Aonuma                                                                |
| Nền tảng chơi game tốt nhất      | Steam                                                                      |
| Hiệu suất chơi game tốt nhất     | Doug Cockle as Geralt of Rivia (The Witcher 3: Wild Hunt – Blood and Wine) |
| Trò chơi cạnh tranh của năm      | Overwatch (Blizzard Entertainment)                                         |
| Trò chơi Nintendo của năm        | The Legend of Zelda: Twilight Princess HD (Nintendo)                       |
| Trò chơi PlayStation của năm     | Uncharted 4: A Thief's End (Sony Interactive Entertainment)                |
| Trò chơi Xbox của năm            | Rise of the Tomb Raider (Microsoft Studios/Square Enix)                    |
| Trò chơi PC của năm              | Overwatch (Blizzard Entertainment)                                         |
| Trò chơi cầm tay/di động của năm | Pokémon Go (Niantic, Inc.)                                                 |
| Đột phá                          | Eric Barone (Stardew Valley)                                               |
| Hall of Fame                     | Lara Croft                                                                 |
| Lựa chọn phê bình                | Titanfall 2 (Electronic Arts)                                              |
| Yêu thích nhất Game              | Mass Effect: Andromeda (Electronic Arts)                                   |
| Trò chơi cuối cùng của năm       | Dark Souls III (Bandai Namco Entertainment)                                |

### 2017
Lễ trao giải năm 2017 diễn ra tại O2 vào ngày 17 tháng 11 năm 2017 và được tổ chức bởi Danny Wallace.
| Giải                                                | Đoạt giải                                               |
| --------------------------------------------------- | ------------------------------------------------------- |
| Kể chuyện hay nhất                                  | Horizon Zero Dawn (Sony Interactive Entertainment)      |
| Thiết kế trực quan tốt nhất                         | Cuphead (StudioMDHR)                                    |
| Âm thanh tốt nhất                                   | The Legend of Zelda: Breath of the Wild (Nintendo)      |
| Hiệu suất chơi game tốt nhất                        | Ashly Burch as Aloy (Horizon Zero Dawn)                 |
| Trò chơi indie hay nhất                             | Friday the 13th: The Game (Gun Media)                   |
| Trò chơi nhiều người chơi nhất                      | PlayerUnknown's Battlegrounds (Bluehole)                |
| Hãng của năm                                        | Nintendo EPD                                            |
| Trò chơi thực tế ảo hay nhất                        | Resident Evil 7: Biohazard (Capcom)                     |
| eSports Play của năm                                | Agilities                                               |
| Nhóm eSports của năm                                | Lunatic-Hai                                             |
| Trò chơi eSports của năm                            | Overwatch (Blizzard Entertainment)                      |
| Streamer/Broadcaster tốt nhất                       | Markiplier                                              |
| Trò chơi cầm tay/di động của năm                    | Pokémon Sun and Moon (Nintendo)                         |
| Trò chơi Nintendo của năm                           | The Legend of Zelda: Breath of the Wild (Nintendo)      |
| Trò chơi PlayStation của năm                        | Horizon Zero Dawn (Sony Interactive Entertainment)      |
| Trò chơi Xbox của năm                               | Cuphead (StudioMDHR)                                    |
| Trò chơi PC của năm                                 | PlayerUnknown's Battlegrounds (Bluehole)                |
| Giải thưởng lựa chọn phê bình                       | The Legend of Zelda: Breath of the Wild (Nintendo)      |
| Giải thưởng đột phá                                 | Ashly Burch                                             |
| Hall of Fame                                        | Final Fantasy                                           |
| Giải yêu thích của năm                              | The Last of Us Part II (Sony Interactive Entertainment) |
| Giải trò chơi vẫn còn người chơi                    | World of Tanks (Wargaming)                              |
| Đóng góp nổi bật cho ngành công nghiệp trò chơi Anh | Debbie Bestwick MBE                                     |
| Thành tựu cuộc sống                                 | Sid Meier                                               |
| Trò chơi cuối cùng của năm                          | The Legend of Zelda: Breath of the Wild (Nintendo)      |